# Gut Wolda
Koordinaten: 52° 36′ 57,8″ N, 6° 43′ 42,7″ O

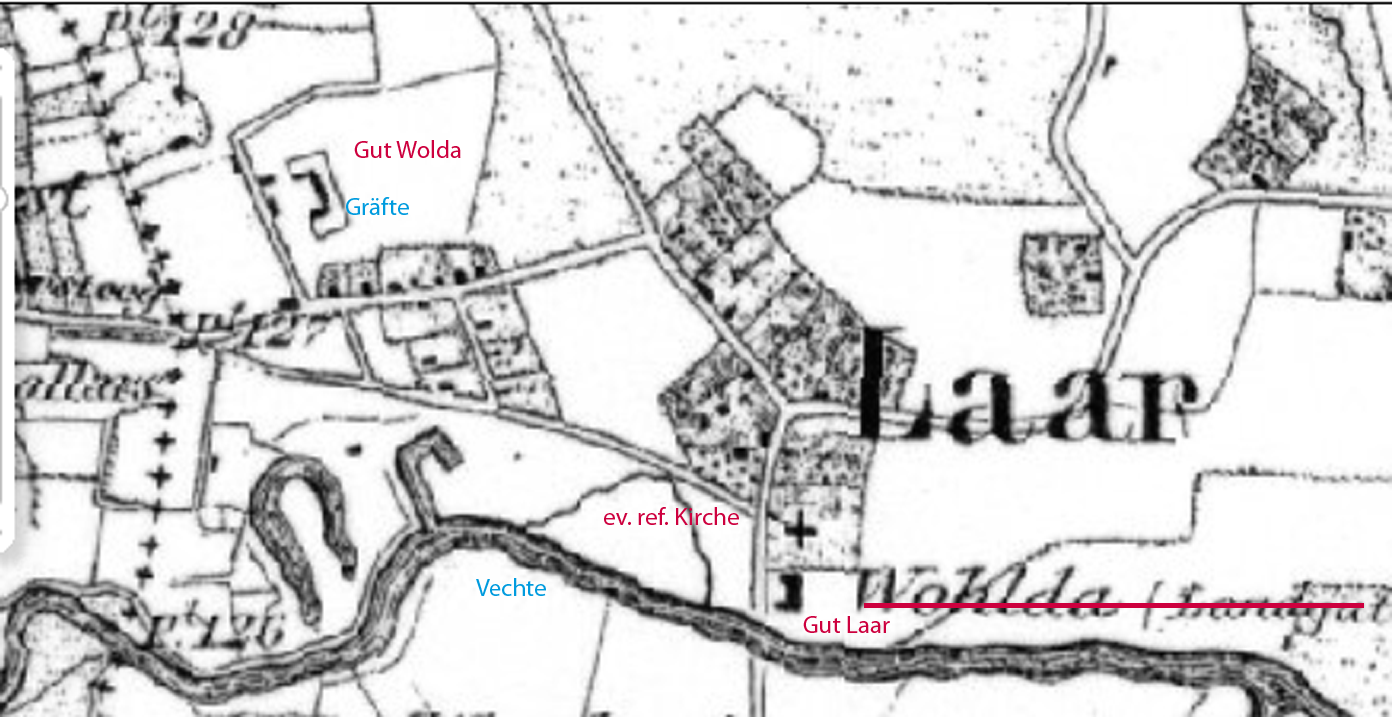
Gut Wolda mit Gräfte. Kartenausschnitt niederländische Militärkarte (zwischen 1850 und 1863 angefertigt)

Gut Wolda war ein landtagsfähiges Rittergut in der Nähe von Laar, das 1540 durch Abspaltung vom Gut Laar (Grafschaft Bentheim) entstand.

## Geschichte
Das Gut entstand im 16. Jahrhundert aus einem Erbschaftsstreit, nach dem Tode von Johann von Laar zu Laarwald, zwischen Heinrich von Besten und dessen Schwager Heinrich von Laar, Sohn des Verstorbenen. Heinrich von Besten wusste schließlich sogar ein landtagsfähiges Gut daraus zu machen, damit war es das jüngste von diesen Gütern in der Grafschaft Bentheim.
Auf einer topographischen Karte des niederländischen Militärs aus der Mitte des 19. Jahrhunderts ist der Grundriss des Gutsgebäudes und die dazugehörigen Gräften noch erkennbar. Allerdings ist auf dieser Karte das benachbarte Gut Laar fälschlicherweise mit Wohlda (Landgut) gekennzeichnet, das heißt zumindest die Angaben auf der deutschen Seite dieser Karte scheinen fehlerhaft zu sein.

## Chronologische Auflistung der lehninhabenden Familien
- von Besten von 1540 bis 1655

1540–1570: Heinrich von Besten (1540–1563/1570)
1586: Hendrik von Besten (1577–1600)
1606–1641: Adolf von Besten (1593–1641)
1643–1654: Arnold Joost von Besten (1612–1654/1655)
- Scherff (Regentengeschlecht) von 1655 bis 1699

1655: Arnold Herman Scherff (1609–1657)
1658–1686: Adolf Frederik Scherff (1657–1687)
1686–1699: Harmen Scherff (1668–1730)
- Walderich (Beamtengeschlecht) von 1699 bis 1706

1699–1706: Gerhard Walderich 1675
- Bentinck von 1706 bis 1805

1706–1738: Adolf Bernhard Bentinck (ca. 1667–1734)
1743: Florens Alexander Hyacinth Bentinck († 1763)
1763–1763: Bernhard Hermann Bentinck († 1789)
1764: Joachim Hermannus Bentinck (1746–1792)
1792–1805: Alexander Gerhardus Bentinck (1749 bis ca. 1805)
- von Morsey von 1805 bis 1807

1805–1817: Ludwig Christoph von Morsey